# Liochthonius furcillatus
Liochthonius furcillatus är en kvalsterart som först beskrevs av Rainer Willmann 1942.  Liochthonius furcillatus ingår i släktet Liochthonius och familjen Brachychthoniidae. Inga underarter finns listade i Catalogue of Life.